# يوشيزومي أوغوا
يوشيزومي أوغوا (باليابانية: 小川 佳純) (25 أغسطس 1984 في طوكيو في اليابان – )؛ هو لاعب كرة قدم ياباني سابق كان يلعب كلاعب وسط.

## وصلات خارجية
- يوشيزومي أوغوا على موقع رابطة كرة القدم اليابانية للمحترفين (اليابانية)
- يوشيزومي أوغوا على موقع قاعدة بيانات كرة القدم.إي يو (الإنجليزية)
- يوشيزومي أوغوا على موقع Soccerway.com (الإنجليزية)
- يوشيزومي أوغوا على موقع عالم كرة القدم.نت (الإنجليزية)
- يوشيزومي أوغوا على موقع كووورة